# シモーネ・ニグリ＝ルーダー
シモーネ・ニグリ＝ルーダー (Simone Niggli-Luder、1978年1月9日 ‐ ) は、オリエンテーリング選手であり、スイスを代表するアスリートである。世界オリエンテーリング選手権（WOC）では2003年と2005年に女子4冠を達成している。

## 経歴
シモーネは地元ヒンデルバンクの地域クラブに入ることで早くよりオリエンテーリングに親しみ、初めて大会に参加したのは10歳の時のことだった。それ以降は数々の素晴らしい成績を残している。1997年にベルギーのリンブルフで開かれたジュニア世界選手権（JWOC）ではクラシック種目で優勝、スイス選手権で勝つこと20回以上、フィンランド選手権では1回、スウェーデン選手権では9回勝利を収めている。また
ワールドカップでは7度の総合優勝、ワールドゲームズでは2度、ヨーロッパ選手権（EOC）では10度の優勝を収めている。2011年までに世界選手権（WOC）で獲得した金メダル枚数は累計17枚であり、WOC2003とWOC2005では4冠を達成している。
2013年9月、10月頭に地元スイスで開催されるワールドカップ最終戦をもって代表引退することを表明した。シモーネは10月5日のワールドカップ第12戦ミドル競技で見事に優勝。それまでワールドカップ総合成績のトップを走っていたトーベ・アレクサンダーソンに接近するものの、シモーネが総合優勝を果たすには翌日10月6日に行われる第13戦（最終戦）スプリント競技で優勝した上でトーベ・アレクサンダーソンが4位以下となることが絶対条件であった。結果はシモーネが優勝、トーベが4位となり、シモーネの2年連続9度目の総合優勝が決定。見事、有終の美を飾ることとなった。

## 人物
ベルン大学卒業。専攻は生物学。2003年に結婚し、双子を2人含む3子。

## その他
- 2003年、2005年、2007年とスイス・スポーツマン・オブ・ザ・イヤーに選出されている[4]。2003年と2005年には上述の通りWOCにて4冠を達成している。
- アフリカの貧困撲滅と援助を目的とした財団“BioVision”の大使として活動している[4]。
- 恵まれない子供たち、青少年を対象にスポーツや遊びを振興する国際人道組織“Right to Play”にスポーツ大使として参加している[4]。
- ロジャー・フェデラーやミハエル・シューマッハらとともにUEFA EURO 2008の親善大使となっている。